# Javier Bengoetxea
Javier Bengoetxea Iparraguirre (Usúrbil, Guipúzcoa, 13 de diciembre de 1965) es un exfutbolista español que se desempeñaba como defensor.

## Clubes
| Club          | País   | Año         |
| ------------- | ------ | ----------- |
| Real Sociedad | España | 1985 - 1991 |
| Real Burgos   | España | 1991 - 1994 |